# Estación de Wettingen
La estación de Wettingen es la principal estación ferroviaria de la comuna suiza de Wettingen, en el Cantón de Argovia.

## Historia
Aunque la primera línea ferroviaria que unió a Zúrich con Baden se inauguró en el año 1847, esta línea circulaba por la margen izquierda del río Limago (Limmat), pues hizo que en un primer momento Wettingen no contase con conexión ferroviaria. Sin embargo, en 1875 se decidió cambiar el trazado ferroviario en esa zona mediante la construcción de un puente que comunica Neuenhof con Wettingen, que posteriormente proseguiría hacia Baden, lo que causó la inauguración en 1876 de la estación de Wettingen.

## Situación
La estación se encuentra ubicada en el borde suroeste del núcleo urbano de Wettingen, muy próximo a la margen derecha de uno de los meandros del río Limmat. Tiene un total de tres andenes, de los cuales dos son centrales y uno es lateral, y cinco vías pasantes, a las que hay que sumar numerosas vías muertas destinadas al apartado y estacionamiento de material ferroviario. A todo ello hay que sumar la existencia de un antiguo depósito ferroviario que todavía conserva la placa giratoria.
La estación está situada en términos ferroviarios en la línea Zúrich - Baden, pero en ella nacen las líneas Wettingen - Zofingen y Wettingen - Effretikon. Sus dependencias ferroviarias colaterales son la estación de Baden, la estación de Würenlos hacia Effretikon y la estación de Neuenhof en dirección Zúrich.

## Servicios ferroviarios
Los servicios son prestados por SBB-CFF-FFS ofrecen conexiones regionales y de cercanías:
- RE Olten - Aarau – Brugg – Baden - Wettingen. Esporádicamente algunos de estos trenes pueden continuar su viaje o proceder de Zúrich.

S-Bahn
La estación está integrada dentro de la red de cercanías S-Bahn Zúrich, y en la que efectúan parada los trenes de varias líneas pertenecientes a S-Bahn Zúrich:
- S 6 Baden – Regensdorf-Watt – Zúrich HB – Uetikon
- S 12 Brugg – Altstetten – Zúrich HB – Stadelhofen – Winterthur – Schaffhausen/Wil
- S N1 Winterthur – Zúrich HB – Baden – Lenzburg – Aarau

Además, recibe servicios esporádicos de la línea S 27 de la red de cercanías S-Bahn Argovia.